# Західна залізниця (Австрія)
48°11′48″ пн. ш. 16°20′14″ сх. д. / 48.1968° пн. ш. 16.3371° сх. д.
Західна залізниця (нім. Westbahn) — двоколійна, частково чотириколійна електрифікована залізнична лінія в Австрії, яка прямує від Відня до Зальцбург-Головний через Санкт-Пельтен-Головний і Лінц-Головний та є однією з головних ліній Австрії. 
Спочатку вона була відкрита як залізниця Імператриці Єлизавети в 1858 році (Відень — Лінц). Лінія належить і управляється Австрійськими федеральними залізницями (ÖBB).

## Маршрути
Західна залізниця складається із двоколійної Старої західної залізниці (нім. Alten Westbahn, лінія 1) і двоколійної Нової західної залізниці (нім. Neuen Westbahn, лінія 30).
З експлуатаційних причин Західна залізниця доповнюється приміською колією (лінія 23) від Відень-Гюттельдорф до Унтер-Пуркерсдорфа та розвантажувальною колією (лінія 3) від Поттенбрунна через Санкт-Пельтен до Прінцерсдорфа.

## Історія
Лінія була відкрита від станції Відень-Західний до Лінца 15 грудня 1858 року та була продовжена до Зальцбурга 1 серпня 1860 року. 
Продовження до Мюнхена було відкрито 12 серпня 1860 року. 
Лінія була побудована kk privilegierte Kaiserin Elisabeth-Bahn («Імператорська та Королівська привілейована залізниця Імператриці Єлизавети»,  KEB) під керівництвом Германа Дітріха Ліндгайма. 
Окрім лінії Відень — Зальцбург, ця ж компанія також побудувала залізницю Вельс — Пассау (1861) і залізницю Санкт-Валентин — Зуммерау – Чеські Будейовиці (1872).

## Відкриття
Лінія була дозволена відповідно до договору, укладеного між Баварією та Австрією в 1851 році. 
Дистанція Відень — Лінц була завершена в 1858 році, а решта лінії до Зальцбурга була відкрита для руху в 1860 році. 
Спочатку поїздка з Відня до Зальцбурга тривала дев'ять годин. 
За кілька тижнів до офіційного відкриття імператриця Єлизавета скористалася залізницею для подорожі до свого будинку в Баварії. 
Імператор Франц Йосиф I і Максиміліан II Баварський були присутні на офіційному відкритті лінії 12 серпня 1860 року.